# Сетмерел
Сетмерел (рум. Sătmărel) — село у повіті Сату-Маре в Румунії. Адміністративно підпорядковане місту Сату-Маре.
Село розташоване на відстані 446 км на північний захід від Бухареста, 9 км на південний захід від Сату-Маре, 122 км на північний захід від Клуж-Напоки.

## Населення
За даними перепису населення 2002 року у селі проживали 1445 осіб.
Національний склад населення села:
| Національність | Кількість осіб | Відсоток |
| -------------- | -------------- | -------- |
| румуни         | 1315           | 91,0%    |
| цигани         | 92             | 6,4%     |
| угорці         | 37             | 2,6%     |

Рідною мовою назвали:
| Мова      | Кількість осіб | Відсоток |
| --------- | -------------- | -------- |
| румунська | 1320           | 91,3%    |
| угорська  | 123            | 8,5%     |